# Lamine Kouyaté
Lamine Badian Kouyaté (Bamako, 1962) is een Malinese / Senegalees modeontwerper, vooral gekend van het merk XULY.Bet. Hij wordt omschreven als een pioneer van upcyclingmode.

## Biografie
Lamine groeide op in Mali als de zoon van de Malinese schrijver en politicus Seydou Badian Kouyaté en de Senegalese arts Henriette Carvalho. Op zijn 14de verhuisde hij naar Parijs. In 1986 begon hij een opleiding Architectuur te Straatsburg. Mode lag hem meer en in 1991 lanceerde  hij zijn merk XULY.Bet in een kraakpand in Parijs. In 1991 had hij een eerste volwaardige collectie. In 1995 ging hij een samenwerking aan met het sportmerk Puma en dit als eerste ontwerper.

## Erkentelijkheden
- 1994 - "Creator of the Year" (New York Times)
- 1996 - ANDAM Fashion Award
- 2005 - Kledij van hem maakte deel uit van de tentoonstelling "Africa 2005" in het Victoria and Albert Museum (Londen).
- 2018 - Kledij van hem maakte deel uit van de tentoonstelling  "African Metropolis" in het MAXXI Museo (Rome).